# Iza (concejo)
Iza (Itza en euskera) es una localidad española y un concejo de la Comunidad Foral de Navarra perteneciente al municipio de Iza. 
Está situado en la Merindad de Pamplona, en la Cuenca de Pamplona, y a 7,3 km de la capital de la comunidad, Pamplona. Su población en 2014 fue de 141 habitantes (INE), su superficie es de 2,486 km² y su densidad de población de 56,72 hab/km².

## Geografía física

### Situación
La localidad de Iza está situada en la parte Sureste del municipio de Iza a una altitud de 458 m s. n. m. Su término concejil tiene una superficie de 2,486 km² y limita al norte con los concejos de Zuasti y Larragueta en el municipio de Berrioplano; al este con el de Loza en el municipio de Berrioplano y el municipio de Orcoyen; al sur con los concejos de Arazuri y Ororbia ambos en la Cendea de Olza y al oeste con el concejo de Lizasoáin también en la Cendea de Olza.
|                                   | Norte: Zuasti y Larragueta (Berrioplano)                 |                                    |
| Oeste: Lizasoáin (Cendea de Olza) |                                                          | Este: Loza (Berrioplano) y Orcoyen |
|                                   | Sur: Arazuri (Cendea de Olza) y Ororbia (Cendea de Olza) |                                    |

## Demografía

### Evolución de la población
| Gráfica de evolución demográfica de Iza entre 2000 y 2010 |
|                                                           |
| Datos según el nomenclátor publicados por el INE.         |